# Charles de Viane
 (juin 2025).
Si vous disposez d'ouvrages ou d'articles de référence ou si vous connaissez des sites web de qualité traitant du thème abordé ici, merci de compléter l'article en donnant les références utiles à sa vérifiabilité et en les liant à la section « Notes et références ».
Pour les articles homonymes, voir Charles d'Aragon et Aragon.
Charles de Viane, né le 29 mai 1421 à Peñafiel et mort le 23 septembre 1461 à Barcelone, fils du prince Jean d'Aragon, est duc de Gandie, prince de Gérone, prince de Viane, puis roi de Navarre sous le nom de Charles IV (1441).
À partir de 1441, il est en conflit avec son père, usurpateur du trône de Navarre, contre qui il se révolte et qui finit par le déshériter.
Rentré en 1460 en Aragon pour tenter de se réconcilier, Charles de Viane meurt prématurément l'année suivante, laissant la voie du trône ouverte à son demi-frère Ferdinand, qui deviendra roi consort de Castille en 1474 et roi d'Aragon en 1479.

## Biographie

### Origines dynastiques
Charles est le fils de Jean d'Aragon (1398-1479) et de Blanche de Navarre (1387-1441), première épouse du roi, fille de Charles III de Navarre (1361-1425).
Il a deux sœurs issues du mariage de Jean d'Aragon avec Blanche de Navarre : Blanche (1424-1464) et Eléonore (1426-1479).
Jean d'Aragon s'étant remarié en 1447 avec Jeanne Enríquez (1425-1468), Charles a aussi un demi-frère, Ferdinand (1452-1516) et une demi-sœur, Jeanne (1454-1517).
Il naît sous le règne de son oncle Alphonse V d'Aragon (1396-1458) et devient héritier présomptif d'Aragon à la mort de celui-ci.
En ce qui concerne la Navarre, il devient héritier présomptif à la mort de Charles III (1425), sa mère devenant alors reine de Navarre sous le nom de Blanche Ire. C'est alors que Charles reçoit le titre de prince de Viane, qui est celui de l'héritier présomptif de Navarre.

### Jeunesse
Il reçoit une éducation soignée à Olite en Navarre.
Ce prince a le goût des lettres : il a laissé, entre autres, une traduction de la Morale d'Aristote, et le manuscrit d'une Chronique des rois de Navarre.
En 1438, il épouse Agnès de Clèves (1422-1448), fille du duc de Clèves Adolphe I et nièce du duc de Bourgogne Philippe le Bon (1396-1467). Elle meurt sans lui laisser d'enfants.
Il est plus tard fiancé à Isabelle de Castille.

### La succession de Navarre (1441-1449)
Sa mère morte en 1441, Charles devient roi de Navarre sous le nom de Charles IV. Mais une clause du testament maternel stipule qu'il ne peut pas prendre ce titre tant que son père (roi consort sous le règne de Blanche) n'est pas remarié, clause que Charles IV, par déférence envers son père, accepte. Jean d'Aragon continue donc de porter le titre de roi de Navarre.
Mais il est aussi, depuis 1436, lieutenant général pour les royaumes d'Aragon, de Valence et de Majorque de son frère Alphonse V, qui réside à Naples, et toujours impliqué dans les affaires du royaume de Castille en tant que duc de Peñafiel. Étant généralement loin du royaume de Navarre, il laisse son fils gouverner en tant que lieutenant général de Navarre (1441-1449).
En 1447, Jean d'Aragon se remarie avec Jeanne Enriquez, ce qui annule en principe son droit au titre de roi de Navarre. En 1449, il s'installe durablement en Navarre avec son épouse et y reprend le pouvoir.

### La guerre de succession de Navarre (1449-1455)
Cette situation est à l'origine d'une guerre entre le père et le fils.
Vaincu à la bataille d'Aibar en 1451, Charles IV est fait prisonnier et n'est libéré en 1453 qu'au prix d'une renonciation à ses droits.
La guerre se rallume en 1455. Charles, de nouveau vaincu, est déshérité par son père.

### L'exil (1455-1460)
Il s'enfuit à Naples chez son oncle Alphonse V d'Aragon.
À la mort de ce dernier en 1458, Jean d'Aragon devient le roi Jean II.
Charles de Viane se trouve sans appui. Il part en Sicile, où il trouve un soutien populaire dû au souvenir de sa mère, reine de Sicile entre 1403 et 1410 par un premier mariage avec le roi Martin le Jeune, puis à Majorque;
Il finit par rentrer à Barcelone en 1460, pour essayer se réconcilier avec son père.

### Le retour à Barcelone et la mort (1460-1461)
La famille de la reine Jeanne, les Enríquez, intriguent auprès de Jean II contre Charles afin d'assurer la succession à Ferdinand, né en 1452.
En 1460, Charles de Viane est arrêté sur l'ordre de son père.
Cet emprisonnement déclenche une réaction hostile des élites catalanes réunies dans les Corts (Parlement) qui obtiennent la libération du prince et le rétablissement de ses droits d'héritier.
Jean est contraint de reconnaître Charles comme son héritier et de consentir à son mariage avec Isabelle de Castille, que la reine Jeanne destine à Ferdinand.
La mort de Charles dès 1461 a donc pu être interprétée comme le résultat d'un assassinat par empoisonnement.
En 1469, Ferdinand épouse Isabelle. Elle devient reine de Castille en 1474 et Ferdinand roi d'Aragon en 1479 : ils seront ensuite honorés comme les Rois catholiques (1492).